# Marek Dupnitsa
Maillots
Dernière mise à jour : 16 novembre 2024.
Le Professionalen Futbolen Klub Marek Dupnitsa (en bulgare : Професионален Футболен Клуб Марек Дупница), plus couramment abrégé en Marek Dupnitsa, est un club bulgare de football fondé en 1919 et basé dans la ville de Dupnitsa.

## Histoire du club

### Historique
- 1919 : fondation du club sous le nom de Slavia Stanke Dimitrov
- 1920 : le club est renommé Levski Stanke Dimitrov
- 1921 : le club est renommé Atletic Stanke Dimitrov
- 1922 : le club est renommé JSK Stanke Dimitrov
- 1923 : le club est renommé Pobeda Stanke Dimitrov
- 1924 : le club est renommé BP'24 Stanke Dimitrov
- Le club change encore 4 fois de nom entre 1925 et 1946
- 1947 : fusion avec le Levski Stanke Dimitrov en DFS Marek Stanke Dimitrov
- 1949 : le club est renommé Cerveno Zname Stanke Dimitrov
- 1953 : le club est renommé Lokomotiv Stanke Dimitrov
- 1953 : le club est renommé DNA Stanke Dimitrov
- 1954 : le club est renommé Spartak Stanke Dimitrov
- 1955 : le club est renommé Septemvri Stanke Dimitrov
- 1956 : le club est renommé DFS Marek Stanke Dimitrov
- 1977 : 1re participation à une Coupe d'Europe (C3) (saison 1977/78)
- 1986 : le club est renommé Rila Stanke Dimitrov
- 1989 : le club est renommé FK Marek Stanke Dimitrov
- 1992 : le club est renommé FK Marek Dupnitsa

## Bilan sportif

### Palmarès
| \| - Coupe de Bulgarie (1) : - Vainqueur : 1977-78. - Championnat de Bulgarie D2 (1) : - Champion : 2013-14. - Vice-champion : 2000-01. \| \| - Championnat de Bulgarie D3 (1) : - Champion : 2012-13. \| |  |                                                          |
| - Coupe de Bulgarie (1) : - Vainqueur : 1977-78. - Championnat de Bulgarie D2 (1) : - Champion : 2013-14. - Vice-champion : 2000-01.                                                                      |  | - Championnat de Bulgarie D3 (1) : - Champion : 2012-13. |

### Bilan européen
Note : dans les résultats ci-dessous, le score du club est toujours donné en premier
| Saison    | Compétition      | Tour                | Club          | Domicile | Extérieur | Total |
| --------- | ---------------- | ------------------- | ------------- | -------- | --------- | ----- |
| 1977-1978 | Coupe UEFA       | Premier tour        | Ferencváros   | 3 - 0    | 0 - 2     | 3 - 2 |
| 1977-1978 | Coupe UEFA       | Seizièmes de finale | Bayern Munich | 2 - 0    | 0 - 3     | 2 - 3 |
| 1978-1979 | Coupe des coupes | Seizièmes de finale | Aberdeen FC   | 3 - 2    | 0 - 3     | 3 - 5 |
| 2002      | Coupe Intertoto  | Premier tour        | Caersws FC    | 2 - 0    | 1 - 1     | 3 - 1 |
| 2002      | Coupe Intertoto  | Deuxième tour       | MS Ashdod     | 1 - 0    | 1 - 1     | 2 - 1 |
| 2002      | Coupe Intertoto  | Troisième tour      | Slaven Belupo | 0 - 3    | 1 - 3     | 1 - 6 |
| 2003      | Coupe Intertoto  | Premier tour        | Videoton FC   | 3 - 2 ap | 2 - 2     | 5 - 4 |
| 2003      | Coupe Intertoto  | Deuxième tour       | VfL Wolfsburg | 1 - 1    | 0 - 2     | 1 - 3 |
| 2004      | Coupe Intertoto  | Premier tour        | Dila Gori     | 0 - 0    | 2 - 0     | 2 - 0 |
| 2004      | Coupe Intertoto  | Deuxième tour       | KRC Genk      | 0 - 3    | 1 - 2     | 1 - 5 |

Légende
- Victoire ou qualification pour le tour suivant
- Match nul
- Défaite ou élimination de la compétition

## Personnalités du club

### Présidents
- Cvetan Vidinski
- Yordan Andreev

### Entraîneurs
- Ivaylo Pargov
- Svetoslav Georgiev
- Anjelo Kuchukov

## Logos

FK Marek Stanke Dimitrov (1989-1992)

## Galerie

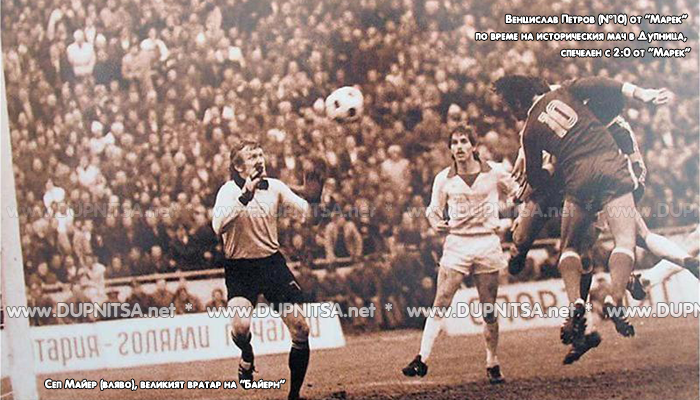
Marek - Bayern Munich (2-0)